# Karel Bušek (odbojář)

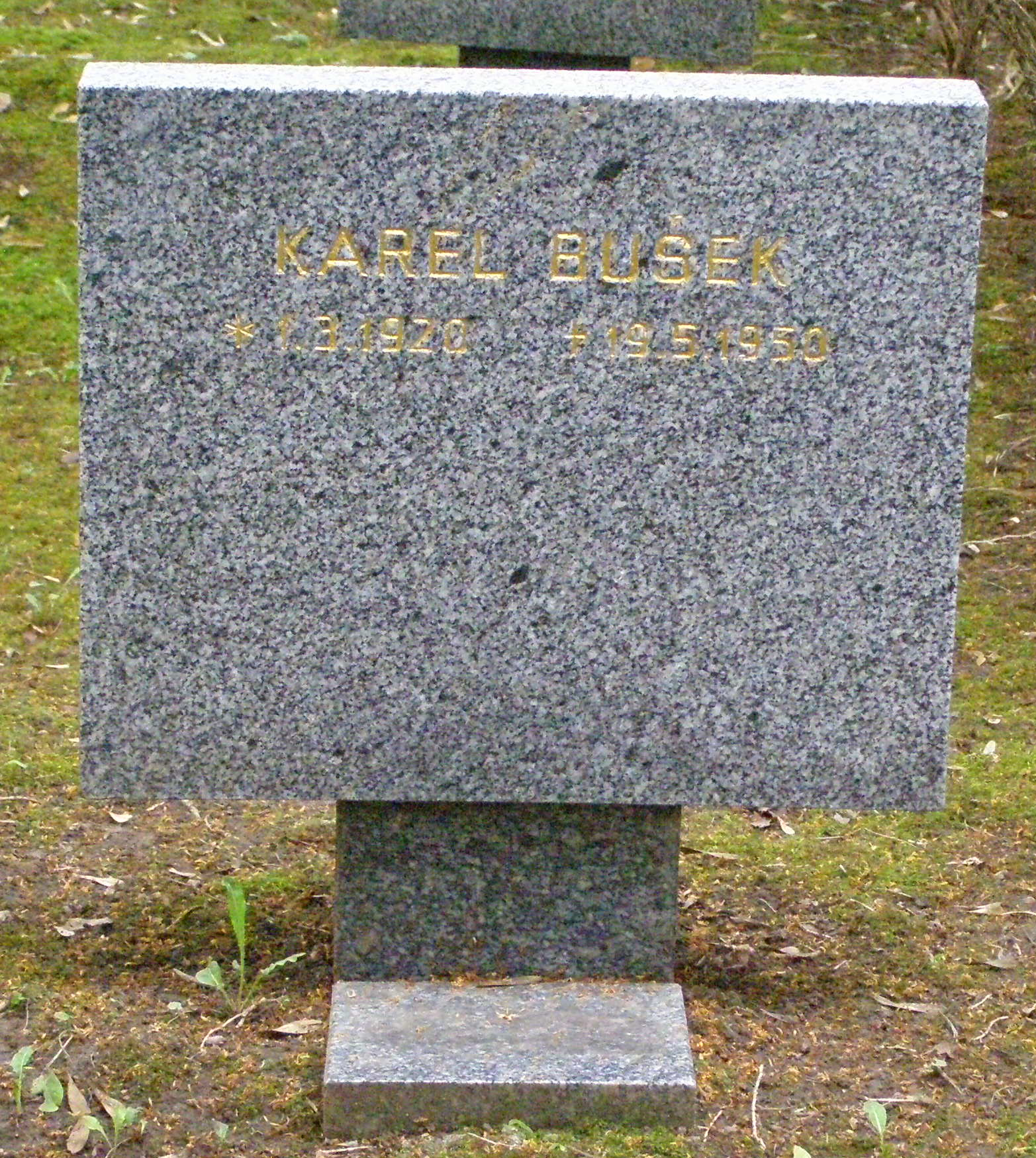
Symbolický hrob na Čestném pohřebišti popravených a umučených z padesátých let (III. odboj) na Ďáblickém hřbitově v Praze

Karel Bušek (1. března 1920 Německé Hořovice – 19. května 1950 Věznice Pankrác) byl český úředník a protikomunistický odbojář odsouzený v politickém procesu k trestu smrti a v roce 1950 popraven.

## Životopis
Narodil se v roce 1920 v Německých Hořovicích.
Po únorovém převratu z Československa nejprve emigroval. Poté se, již jako agent americké zpravodajské služby CIC, vrátil do země a zapojil se do protikomunistického odboje. Spolu s Ladislavem Lindnerem mezi květnem a srpnem 1949 úspěšně nelegálně třikrát překročil státní hranici. V rámci své činnosti zjišťoval informace o zahraničním obchodu, armádě i zbrojním průmyslu a spolupracoval s řadou dalších odbojářů.
Při čtvrté cestě přes hranici byl československou pohraniční stráží dopaden. Soudní proces s názvem Špionážní skupina Lindner-Bušek probíhal v listopadu 1949. Byl v něm odsouzen k trestu smrti. V květnu 1950 byl v Pankrácké věznici popraven. Pohřben byl na Ďáblickém hřbitově.
Po sametové revoluci byl v roce 1990 rehabilitován.